# Giuseppe Grabbi
Giuseppe Grabbi (Torino, 12 febbraio 1901 – Alassio, 25 agosto 1970) è stato un calciatore italiano, di ruolo centrocampista.
Anche suo nipote Corrado, quasi settant'anni dopo di lui, arrivò a indossare la maglia della Juventus, vincendo coi bianconeri lo scudetto 1994-1995.

## Carriera

### Club
Di ruolo ala e mediano, crebbe nella Juventus con la quale debuttò in massima serie nel 1921. Restava in bianconero fino al 1927, totalizzando 86 presenze condite da 14 reti nonché vincendo il campionato 1925-1926. Successivamente militò per due anni nel Novara, per altre tre stagioni nei genovesi di La Dominante (anche nota come FBC Liguria) e infine nel Saluzzo per un'annata.

### Nazionale
Con la nazionale giocò un'amichevole persa 0-4 contro l'Austria nel 1924.

## Statistiche

### Cronologia presenze e reti in nazionale
| Cronologia completa delle presenze e delle reti in nazionale ― Italia | Cronologia completa delle presenze e delle reti in nazionale ― Italia | Cronologia completa delle presenze e delle reti in nazionale ― Italia | Cronologia completa delle presenze e delle reti in nazionale ― Italia | Cronologia completa delle presenze e delle reti in nazionale ― Italia | Cronologia completa delle presenze e delle reti in nazionale ― Italia | Cronologia completa delle presenze e delle reti in nazionale ― Italia | Cronologia completa delle presenze e delle reti in nazionale ― Italia |
| Data                                                                  | Città                                                                 | In casa                                                               | Risultato                                                             | Ospiti                                                                | Competizione                                                          | Reti                                                                  | Note                                                                  |
| --------------------------------------------------------------------- | --------------------------------------------------------------------- | --------------------------------------------------------------------- | --------------------------------------------------------------------- | --------------------------------------------------------------------- | --------------------------------------------------------------------- | --------------------------------------------------------------------- | --------------------------------------------------------------------- |
| 20-1-1924                                                             | Genova                                                                | Italia                                                                | 0 – 4                                                                 | Austria                                                               | Amichevole                                                            | -                                                                     |                                                                       |
| Totale                                                                |                                                                       | Presenze (0º posto)                                                   | 1                                                                     |                                                                       | Reti                                                                  | 0                                                                     |                                                                       |

## Palmarès

### Club
- Campionato italiano: 1

Juventus: 1925-1926